# Chrome (jeu vidéo)
Pour les articles homonymes, voir Chrome (homonymie).
Chrome est un jeu vidéo de tir à la première personne développé par Techland et édité par Strategy First, sorti en 2003 sur Windows.
Il a pour suite Chrome: SpecForce.

## Accueil
- Jeuxvideo.com : 10/20[1]